# 若泽·卡埃罗·达马塔
若泽·卡埃罗·达马塔（葡萄牙語：José Caeiro da Mata，1877年1月6日—1963年1月3日），葡萄牙律师、外交官和政治家。他于1933年至1935年以及1947年至1950年两度担任该国外交部长，1944年至1947年曾任国民教育部长。他还于1931年至1936年被选为常设国际法院暂委法官。

## 生平
若泽·卡埃罗·达马塔于1877年1月6日出生于阿拉约洛斯，他在1899年从科英布拉大学法學院毕业，并于1905年考取律师执照，一年后又获得了法学博士学位。完成学业后他先在大学从事教学工作，随后担任刑法与犯罪社会学副教授，之后于1919年成为里斯本大学的国际私法学教授。他自1908年至1910年间曾作为葡萄牙复兴党的成员入选葡萄牙议会。第一共和国建立后，马塔短暂退出了政坛重新投身于学术研究领域，他曾在1929年成为里斯本大学的校长。
他于1920年代回归政治事业曾多次参加各种国际会议，并在1926年军事政变后成立的新国家政权中担任了外交部长。马塔在1935年至1939年期间负责率领葡萄牙代表团参加国际联盟会议。他于1941年被任命为是葡萄牙驻法国大使，二战结束后，他再次代表国家出席了欧洲经济合作与发展组织的成立大会。
马塔于1944年9月至1947年2月期间在安东尼奥·德·奥利维拉·萨拉查政府担任国民教育部长，并于1947年2月内阁改组后改任外交部长。他还在1949年参与签署了《北大西洋公约》，葡萄牙由此成为了北约的创始成员国之一。他从1945年开始担任葡萄牙历史学院院长这一职务并直到他1963年去世为止。

## 个人著作
- Direito Civil Português – Parte geral. Coimbra 1910
- Direito Comercial Português. Coimbra 1912
- Direito Criminal Português. Zwei Bände. Coimbra 1912
- História do Direito Português. Coimbra 1912
- Expansão Económica de Portugal. Lissabon 1933
- Ao Serviço de Portugal. Drei Bände. Lissabon 1937–1944 und 1951